# Llywelyn le Dernier
Llywelyn ap Gruffydd (né en 1220 ou 1223, mort le 11 décembre 1282 à Buith Wells), parfois orthographié Llywelyn ap Gruffudd, fut le dernier roi gallois indépendant avant la conquête du pays de Galles par Édouard Ier d'Angleterre (bien qu'il ait été l'avant-dernier roi de son royaume). Il a reçu les surnoms gallois de Llywelyn Ein Llyw Olaf (Llywelyn, Notre Dernier Chef) et anglais de Llywelyn The Last (Llywelyn le Dernier). Les chroniques médiévales le nomment Loelin de Norgalles ou Loelin de Galles.

## Origine
Llywelyn était l'un des quatre fils de Gruffydd ap Llywelyn Fawr, le fils illégitime de Llywelyn le Grand. Il existe une polémique quant à savoir si Llywelyn était le deuxième ou le troisième fils, mais il est certain que l'aîné de la fratrie était Owain le Rouge.

## Début
Après la mort subite de son oncle Dafydd le 25 février 1246 il contrôle l'ouest du Gwynedd. Il met à profit l'intervention dans la succession du roi Henri III d'Angleterre qui par l'accord de Woodstock le 30 avril 1247 le désigne avec son frère aîné Owain comme les deux principaux princes du royaume de Gwynedd vassal en échange de concessions territoriales. Après avoir combattu et vaincu ses frères Owain et Dafydd en juin 1255 lors de la bataille de Brin Derwwin il se fait reconnaître comme seul souverain.
Le 17 juin 1258 mettant à profit les difficultés du roi Henri III avec ses barons il se fait reconnaître Prince de Galles, ce qui était alors un concept assez récent car le Pays de Galles était jusqu'alors perçu comme plusieurs royaumes très rarement dirigés par un seul chef et non pas comme un seul territoire, bien que son oncle  l'ait également été avant lui. Ce titre lui est reconnu par Henri III d'Angleterre par le traité de Montgomery de 1267. Malheureusement, les ambitions expansionnistes de Llywelyn le rendirent rapidement impopulaire parmi les autres rois gallois, particulièrement les princes du sud (alors sous la coupe des Anglais qui les avaient conquis, mais leur avaient accordé un rôle figuratif).

## Erreurs politiques
Bien que dirigeant militaire capable, il manquait à Llywelyn la perspicacité politique de son grand-père : en s'alliant à la famille de Simon de Montfort malgré une paix précaire signée avec les Anglais, le Traité d'Aberconwy le 9 novembre 1277, il se fait d'Édouard Ier d'Angleterre un ennemi dangereux dont il aurait pu se passer. Édouard prend le prétexte du mariage conclu entre Llywelyn et Éléonore, la fille de Simon, et saisit le bateau qui la transportait de France vers le Pays de Galles. Il la garda prisonnière à Windsor jusqu'à ce que Llywelyn soit prêt à lui faire certaines concessions. Llywelyn finit par épouser Eleanor à Worcester le 13 octobre 1278.
Étrangement, comme son oncle Dafydd avant lui, Llywelyn ne conçut jamais d'héritier mâle, bien que les fils illégitimes, au regard de la loi galloise, pussent hériter du trône. En 1282 Éléonore mourut en lui donnant une fille, Gwenllian et cet événement sembla avoir un impact psychologique assez violent sur Llywelyn.
Vers cette époque, son frère cadet Dafydd lança une nouvelle révolte par une attaque surprise sur le château de Hawarden, à la frontière orientale de la zone de peuplement gallois. Se sentant sans doute obligé de le soutenir pour ne pas perdre la face, Llywelyn prit la tête de la rébellion. Il n'eut pas le temps de mettre à profit ses talents de tacticien : alors qu'il partait rallier à lui les princes gallois du sud, il tomba dans une embuscade au pont Irfon, à Cilmeri (près de Builth Wells), et se fit tuer le 11 décembre 1282. Ce ne fut que plus tard qu'un chevalier anglais reconnut le corps. Sa tête fut envoyée à Londres où elle fut exhibée dans les rues.
Dans le Brut y Tywysogion se trouve une référence énigmatique à sa mort : « ...puis Llywelyn se fit trahir dans le beffroi de Bangor par ses propres hommes. » Aucune explication ultérieure ne figure dans les annales.

## Le triomphe d'ÉdouardIeret la fin du Gwynedd
Avec la mort de Llywelyn, le moral des Gallois et l'esprit de résistance diminuèrent et Dafydd, qui s'était proclamé successeur de Llywelyn, dut fuir dans les montagnes où il fut finalement capturé et exécuté par Édouard Ier.
Après la défaite de 1283, le royaume de Gwynedd fut dépouillé de tout insigne, relique et atours de sa souveraineté. Édouard Ier, qui avait renoncé à ses expéditions en France pour mater le pays de Galles, prit un plaisir tout particulier à accaparer les résidences de la dynastie royale de Gwynedd. En août 1284, il établit sa cour dans deux des résidences préférées de Llywelyn, à Abergwyngregyn et Caernarfon. De façon tout aussi délibérée, il retira au Gwynedd tout insigne de majesté :
- la couronne de Llywelyn fut offerte solennellement au mausolée de saint Édouard à Westminster avec le joyau « Couronne d'Arthur » qui l'ornait,
- les sceaux de Llywelyn, de sa femme et de son frère furent fondus pour faire un calice,
- la relique la plus précieuse du Gwynedd, le Y Groes Naid (fragment de la Vraie Croix) fut exhibé à travers Londres en mai 1285 lors d'une procession solennelle à pied menée par le roi, la reine, l'archevêque de Canterbury et quatorze évêques ainsi que les grands du royaume.

En exhibant ainsi son triomphe et en humiliant volontairement ses ennemis en s'appropriant tous les insignes royaux ou religieux du Gwynedd, il marquait l'extinction de ce dernier et son annexion définitive à l'Angleterre.

## Devenir de la dynastie royale de Gwynedd
Presque toute la famille de Llywelyn finit en captivité, à l'exception de Madog ap Llywelyn qui se proclama prince de Galles en 1294 et mena une révolte. La fille légitime de Llywelyn, Gwenllian, fut envoyée au couvent de Sempringham, dans le Lincolnshire, où elle mourut en 1337. Le seul frère survivant de Llywelyn, Rhodri ap Gruffydd, exilé du pays de Galles depuis 1272, vécut dans l'obscurité en dirigeant une ferme à Surrey et mourut vers 1300. Son petit-fils Owain Lawgoch se fit proclamer prince de Galles. 
Une fille illégitime de Llywelyn le Dernier, prénommée Hélène (ou Elena), a épousé Donald, comte de Mar.
On pense que la lignée mâle de Cunedda a survécu au pays de Galles via la famille de Sir John Wynn de Gwydir jusqu'au XVIIIe siècle et existe peut-être encore aujourd'hui.

## Sources
- (en) Kari Maund, The Welsh Kings: Warriors, warlords and princes, Mill Brimscombe Port Stroud, The History Press, 2006 (ISBN 9780752429731), p. 204-231, 245-46
- (en) Timothy Venning, The Kings & Queens of Wales, Mill Brimscombe Port Stroud, Amberley Publishing,, 2013 (ISBN 9781445615776), p. 100-104, 122-23,125,144-46
- (en) David Walker, Medieval Wales, Cambridge, Cambridge University Press, 1990 réédition 1999 (ISBN 0521311535), p. 109-133, 135-37, 144-46, 152,154,161-62, 165